# Premiile Laurence Olivier 1976
Ceremonia decernării Premiilor Laurence Olivier 1976 a avut loc în decembrie 1976, în Londra fiind prima dintre ceremoniile anuale decernate. Atunci se numeau Premiile Society of West End Theatre pentru că celebrau excelență în teatrul din cartierul londonez West End, care va fi ulterior numită Society of London Theatre.

## Câștigători și nominalizați
| Piesa anului | Muzicalul anului |
| --- | --- |
| - Dear Daddy de Denis Cannan – Ambassadors - For King and Country de John Wilson – Mermaid - Funny Peculiar de Mike Stott – Garrick - Old World de Aleksei Arbuzov, adaptată de Ariadne Nicolaeff – Royal Shakespeare Company (RSC) la Aldwych                                                    | - A Chorus Line – Theatre Royal, Drury Lane - Ipi Tombi – Her Majesty's - Side by Side by Sondheim – Wyndham's - Very Good Eddie – Piccadilly |
| Comedia anului | |
| - Donkeys' Years de Michael Frayn – Globe - The Bed Before Yesterday de Ben Travers – Lyric - Confusions de Alan Ayckbourn – Apollo - Funny Peculiar de Mike Stott – Garrick | |
| Actorul anului (reactualizare) | Actrița anului (reactualizare) |
| - Alan Howard în Henry IV și Henry V – RSC la Aldwych - Tom Conti în Don Juan și The Devil's Disciple – RSC la Aldwych - Albert Finney în Hamlet și Tamburlaine the Great – National Theatre - Emrys James în Henry IV și Henry V – RSC la Aldwych                                                | - Dorothy Tutin în A Month in the Country – Albery - Susan Fleetwood în Hamlet, Tamburlaine the Great și The Playboy of the Western World – National Theatre - Geraldine McEwan în On Approval – Theatre Royal Haymarket - Googie Withers în An Ideal Husband și The Cherry Orchard |
| Actorul anului (piesă nouă) | Actrița anului (piesă nouă) |
| - Paul Copley în For King and Country – Mermaid - Richard Beckinsale în Funny Peculiar – Garrick - Frank Finlay în Watch It Come Down și Weapons of Happiness – National Theatre - Alec McCowen în The Family Dance – Criterion                                                                   | - Peggy Ashcroft în Old World – RSC at the Aldwych - Pauline Collins în Engaged – National Theatre - Penelope Keith în Donkeys' Years – Globe - Joan Plowright în The Bed Before Yesterday – Lyric                                                                                  |
| Interpretarea anului într-o comedie | |
| - Penelope Keith în Donkeys' Years – Globe - Peter Barkworth în Crown Matrimonial – Theatre Royal Haymarket - Richard Beckinsale în Funny Peculiar – Garrick - Geraldine McEwan în Oh, Coward! – Criterion                                                                                        | |
| Actorul sau actrița anului (rol secundar) | |
| - Margaret Courtenay în Separate Tables – Apollo - Bill Fraser în M. Perrichon's Travels, The Circle, The Fool și Twelfth Night – Theatre Royal Haymarket - Trevor Peacock în Henry IV și The Merry Wives of Windsor – RSC la Aldwych - André van Gyseghem în Henry IV și Hamlet – RSC la Aldwych | |
| Regizorul anului | |
| - Jonathan Miller pentru Three Sisters – Cambridge - Alan Ayckbourn pentru Confusions, Shakespeare's People și Yahoo – Apollo - Buzz Goodbody pentru King Lear și Occupations - Terry Hands pentru Old World, Henry IV și Henry V – RSC la Aldwych                                                | |
| Designerul anului | |
| - Farrah pentru Henry IV și Henry V – RSC la Aldwych - Eileen Diss pentru The Family Dance – Criterion - Ralph Koltai pentru Old World and Wild Oats – RSC at the Aldwych - Alan Tagg pentru Confusions – Apollo, Donkeys' Years – Globe și Same Time, Next Year – Prince of Wales                | |
| Premiul special al Society of London Theatre | |
| - Campania Salvați teatrele Londrei - Save London's Theatres Campaign | |

## Spectacole cu multiple nominalizări și premii
Următoarele 12 spectacole au primit  multiple nominalizări:
- 6: Henry IV
- 5: Henry V
- 4: Donkeys' Years, Funny Peculiar și Old World
- 3: Confusions și Hamlet
- 2: For King and Country, Tamburlaine the Great, The Bed Before Yesterday și The Family Dance

Următoarele trei spectacole au primit  multiple premii:
- 2: Donkeys' Years, Henry IV and Henry V